# Heinrich Kampschulte
Heinrich Johann Kampschulte (* 28. März 1823 in Wickede (Ruhr); † 30. April 1878 in Höxter) war ein deutscher römisch-katholischer Priester, Politiker der Zentrumspartei und Historiker.

## Leben
Kampschulte besuchte in Paderborn das Gymnasium und studierte anschließend Theologie in Münster. Im Jahr 1846 wurde er zum Priester geweiht. Anfangs wirkte er als Hausgeistlicher bei der Familie Fürstenberg auf Schloss Körtlinghausen bei Warstein. 1847 wurde er Kaplan in Brilon und lehrte auch an dem dortigen Gymnasium Petrinum. Seit 1849 war er Vikar und Lehrer an der Rektoratschule in Geseke, seit 1855 Pfarrer von Alme. Im Jahr 1869 wechselte er als Dechant nach Höxter.
Noch vor dem eigentlichen Beginn des Kulturkampfes wandte sich Kampschulte dem politischen Katholizismus zu. Er gehörte 1871 zu den Erstunterzeichnern des Gründungsaufrufs der Zentrumspartei in Soest. Für diese Partei war er von 1870 bis 1873 für den Wahlkreis Arnsberg 7 (Lippstadt – Arnsberg – Brilon) Mitglied im Preußischen Abgeordnetenhaus.
Von Bedeutung ist Kampschulte aber vor allem als Kirchenhistoriker mit Schwerpunkt auf den westfälischen Raum. Daneben gab er religiöse Werke heraus und übersetzte die Schrift von Blaise Pascal Religiöse Gedanken (1861).
Der Historiker Franz Wilhelm Kampschulte war sein Bruder.

## Werke (Auswahl)
- Geschichte der Einführung des Protestantismus im Bereiche der jetzigen Provinz Westfalen. Pragmatisch dargestellt. Schöningh, Paderborn 1866.
- Der Almegau. Münster 1865.
- Die westfälischen Kirchen-Patrocinien, besonders auch in ihrer Beziehung zur Geschichte der Einführung und Befestigung des Christentums in Westfalen. Schöningh, Paderborn 1867 (online) und Münster, 1963 (Nachdruck).
- Beiträge zur Geschichte der Stadt Geseke. Stein, Werl 1868 (online).
- Der Dukat des Erzbischofs von Köln in Westfalen und Engern. Regensberg, Münster 1868 (Separatdr. aus: Zeitschr. für vaterländ. Gesch und Altertumskunde 28; 1869).
- Kirchlich-politische Statistik des vormals zur Erzdiöcese Köln gehörigen Westfalens. Ein Beitrag zur älteren vaterländischen Geschichte und Geographie. Rempel, Lippstadt 1869 (online).
- Chronik der Stadt Höxter. Nach gedruckten und ungedruckten Quellen. Buchholtz, Höxter 1872 (online).